# جيفري ووكر
جيفري ووكر (بالإنجليزية: Jeffrey Walker)‏ (11 سبتمبر 1960 في أستراليا - ) هو لاعب كريكت أسترالي. لعب مع فريق كوينسلاند للكريكت ‏.

## وصلات خارجية
- جيفري ووكر على موقع إي آس بي آن كريك إنفو (الإنجليزية)